# Dipelicus pyramidalis
Dipelicus pyramidalis är en skalbaggsart som beskrevs av Silvestre 2006. Dipelicus pyramidalis ingår i släktet Dipelicus och familjen Dynastidae. Inga underarter finns listade i Catalogue of Life.